# Schizocosa parricida
Schizocosa parricida este o specie de păianjeni din genul Schizocosa, familia Lycosidae. A fost descrisă pentru prima dată de Karsch, 1881. Conform Catalogue of Life specia Schizocosa parricida nu are subspecii cunoscute.